# Plateosauridae
Plateosauridae är en familj av utdöda dinosaurier i underordningen sauropodomorpher. Plateosaurider var tidiga medlemmar av underordningen som existerade i Asien, Europa och Sydamerika under den sena triassperioden. Även om flera dinosaurier har klassificerats som plateosaurider genom åren, bedömde en studie från Adam M. Yates 2007 endast släktena Plateosaurus och Unaysaurus som giltiga plateosaurider. I en tidigare studie infogade Yates (2003) den enda arten från släktet Sellosaurus i Plateosaurus (som P. gracilis). År 2011 upptäcktes ytterligare en familjemedlem i Indien. Den beskrevs som det nya släktet Jaklapallisaurus.